# Ger
|  | Per a altres significats, vegeu «Ger (desambiguació)». |

Ger (pronunciat /ʒe/) és un municipi de la Baixa Cerdanya.

## Etimologia
En la documentació antiga es troba el nom Gere (s. IX), d'origen incert, probablement preromà pirinenc.

## Història
Ger és citat l'any 819 i l'any 839 en l'acta de consagració de la Seu d'Urgell, amb el nom de: Geri. Fou possessió dels monestirs de Sant Sadurní de Tavèrnoles i Sant Miquel de Cuixà. Ger estava comunicat amb la resta de la comarca així com amb el Conflent, Vallespir, Roselló, Ripollès, Osona, a través de la Strata Francisca.
El 1793 va ser ocupada la zona per part dels francesos, a la Guerra Gran.
El 28 d'agost de 2011, l'Institut d'Estudis Ceretans i l'Ajuntament de Ger, amb el suport del Consell Comarcal, coordinaren la XXIX Diada de La Cerdanya. Durant tot el cap de setmana els assistents varen gaudir d'un variat programa d'actes, conferències i activitats diverses. Aquesta festivitat té com a objectiu promoure la col·laboració i el treball conjunt entre els ajuntaments francesos i catalans de la Cerdanya.

## Geografia o medi físic
- Llista de topònims de Ger (Orografia: muntanyes, serres, collades, indrets..; hidrografia: rius, fonts...; edificis: cases, masies, esglésies, etc).

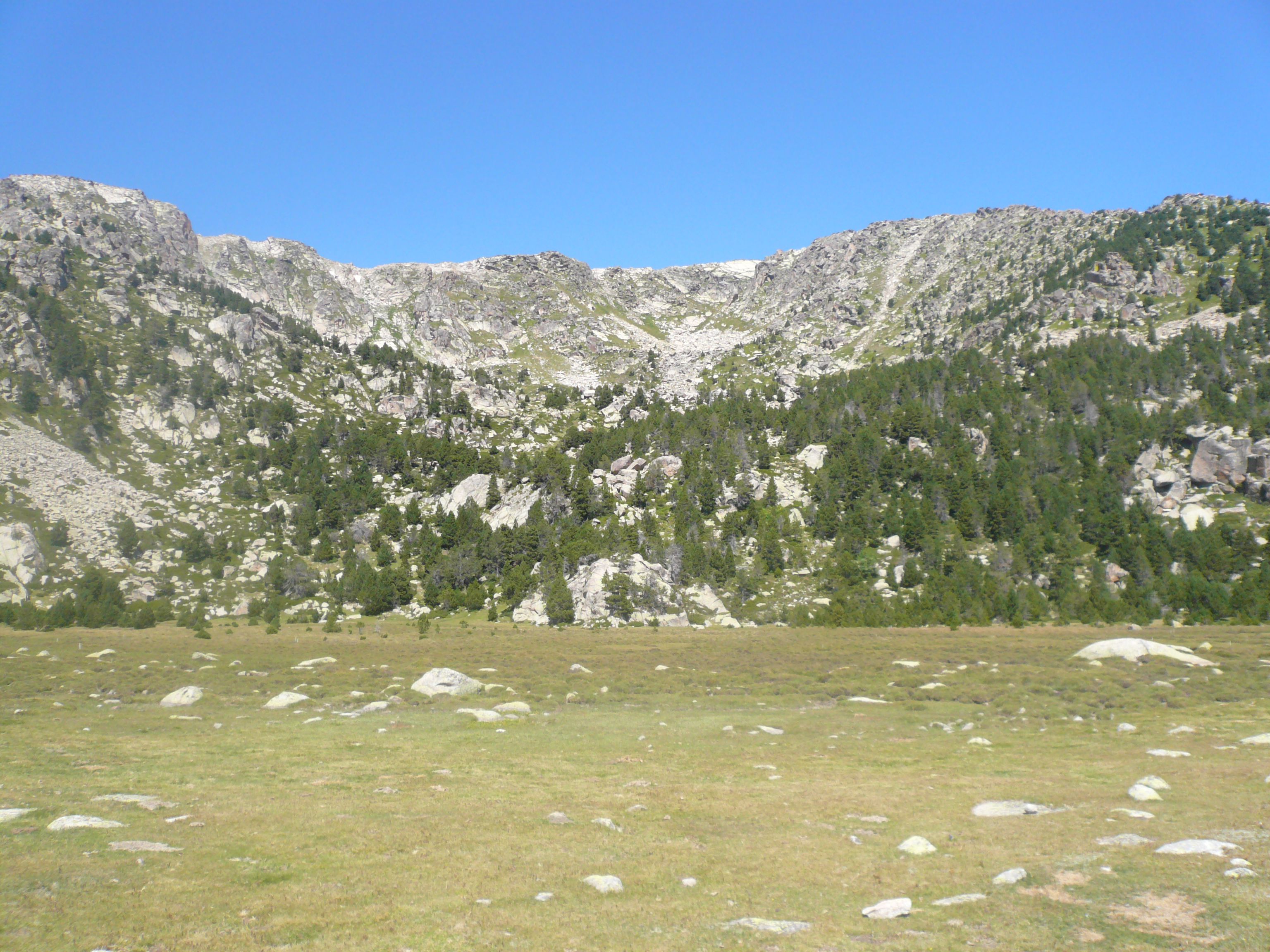
Prat Fondal

El municipi de Ger té una superfície total de 33.373.081,86 m². Els límits del terme municipal són al nord amb Guils de Cerdanya i Porta (Cerdanya), a l'est amb Guils de Cerdanya i Bolvir, al sud amb Das i Fontanals de Cerdanya i a l'oest amb Meranges, Isòvol i Bellver de Cerdanya. El límit nord del municipi coincideix amb el pic de Puigpedrós de 2.915 metres d'altitud.
El poble es troba a la plana, a una alçada de 1.135 m, en la confluència del Torrent de Montmalús (format pels Torrents de Bauç i del Botas) i el de les Valls, que conformen el Riu de Ger, afluent del Segre, que també rega la part sud del municipi, a 1.058 m. També el Torrent de Cuar, format pel Torrent de la Devesa del Ros i el Torrent de Niula, neix en el municipi i desemboca en el Segre. A 2.762 metres d'altitud, es troba Font Bevedor, que alimenta a 2.280 metres d'altitud, els aiguamolls anomenats Prat Fondal. A 2.258 metres d'altitud es troba l'Estany Mal, del que neix el riu del Tartares, afluent del riu Querol, a La Tor de Querol.

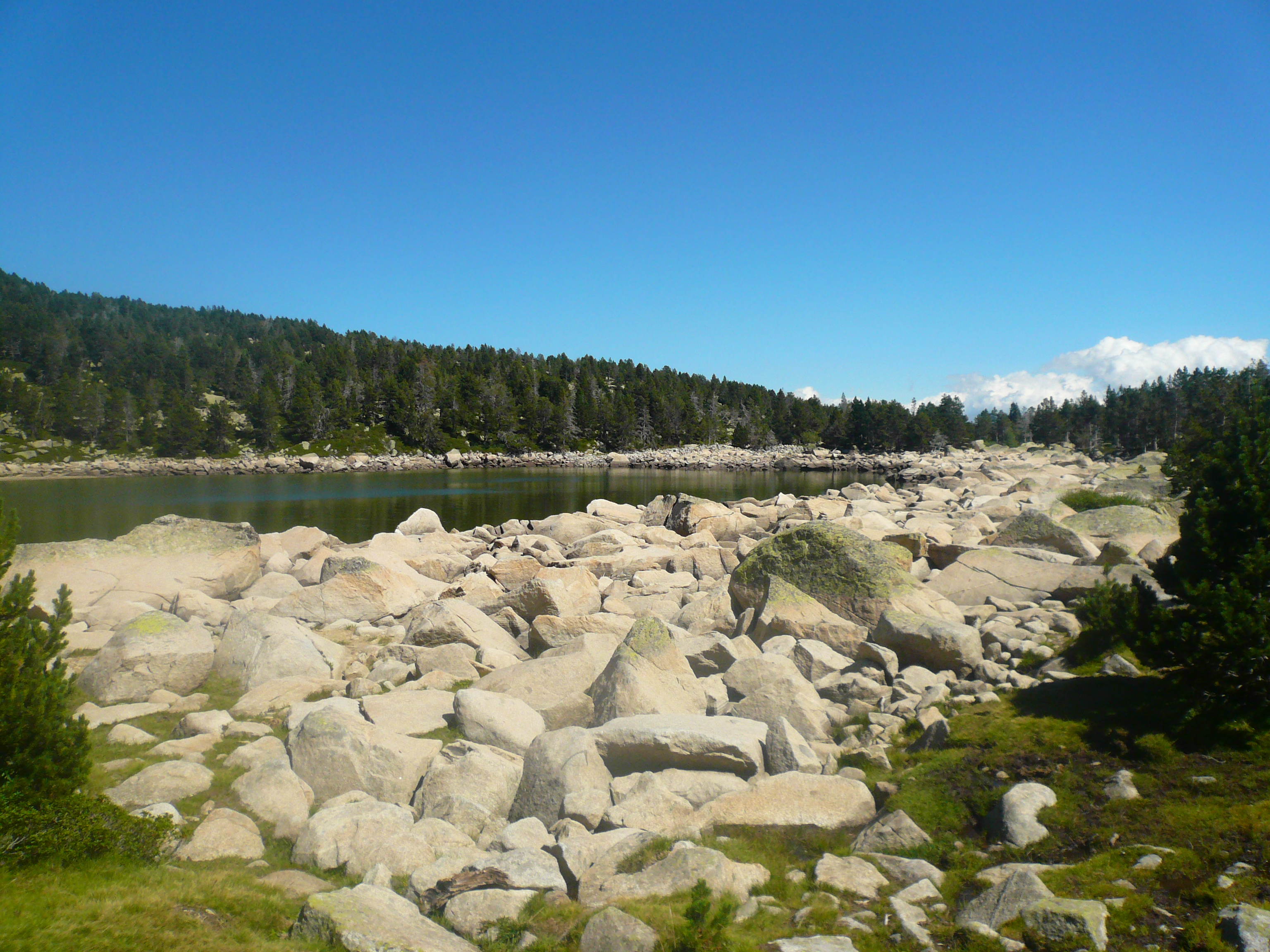
Estany Mal

A 1.058 metres d'altitud, i en els marges del riu Segre, hi ha espais dedicats a l'horta, cada vegada menys cultivada, i bosc de ribera, format principalment per freixes i verns, denominats Trossos de la Riverola i Trossos de Dalt. Aquest tram del riu Segre forma part de la Reserva Natural parcial denominada Segre-Isòvol.

### Séquies
El municipi disposa de diverses séquies, per al reg de les finques agrícoles, les més importants i estratègiques són:
- La Séquia de la Solana o de Ger, que rega 1.135,51 hectàrees, de 250 usuaris de les poblacions de Saneja (Guils de Cerdanya), Bolvir, Saga (Ger), Ger i All (Isòvol), amb domicili social a Ger, amb un cabal concedit de 567,75 litres per segon i un volum màxim anual de 3.884 m3/ha. procedent del riu Querol, a la resclosa de La Vinyola (Enveig).[5]
- La peixera de Baix o del Molí de Ger, que rega 58,52 hectàrees, de les poblacions de Bolvir, Ger i All (Isòvol), amb una dotació de 9.000 m3/ha any, amb captació el Riu Segre.
- Séquia del Torrent i el Comú, que rega 149,30 hectàrees, amb un cabal concedit de 74,65 litres/segon i un volum màxim anual de 3.884,32 m3/ha, de les aigües provinents de l'Estany Mal.
- Séquia de Gréixer, que rega 150,28 ha amb un cabal mitjà equivalent en el mes de màxim consum 100 l/s (juliol) i amb les condicions específiques següents:
  - El cabal pràctic o instantani i intermitent ha de ser equivalent al continu inscrit, inversament proporcional a aquest en funció del temps que realment s'utilitzi, sense ultrapassar en aquest mes el volum de 267.840,00 m3 d'aigua, ni el cabal màxim puntual de 130 l/s. El volum màxim anual és de 583.687,00 m3.
  - La data de caducitat o reversió a l'Estat queda fixada en el dia 01-01-2061, segons Resolució inicial del Govern Civil de data 14-12-1927; Ordre Ministerial del 15-12-1954, Resolució de la CHE del 12-3-2007 i Resolució de modificació de característiques i de trasllat de seient registral de la Confederació Hidrogràfica de l'Ebre de data 31-01-2011.

La reclosa es troba a una alçada de 1.483 m, en el riu Duran, a la captació número 1: paratge Greixa, del municipi de Meranges.

### Flora

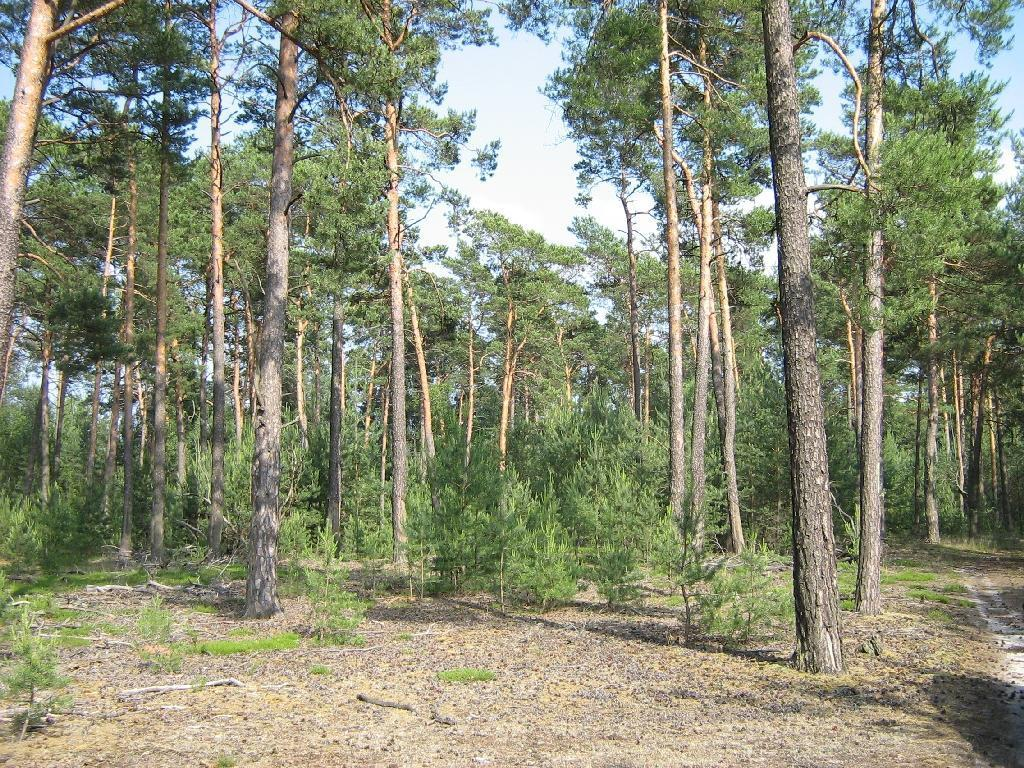
Bosc de pi roig)

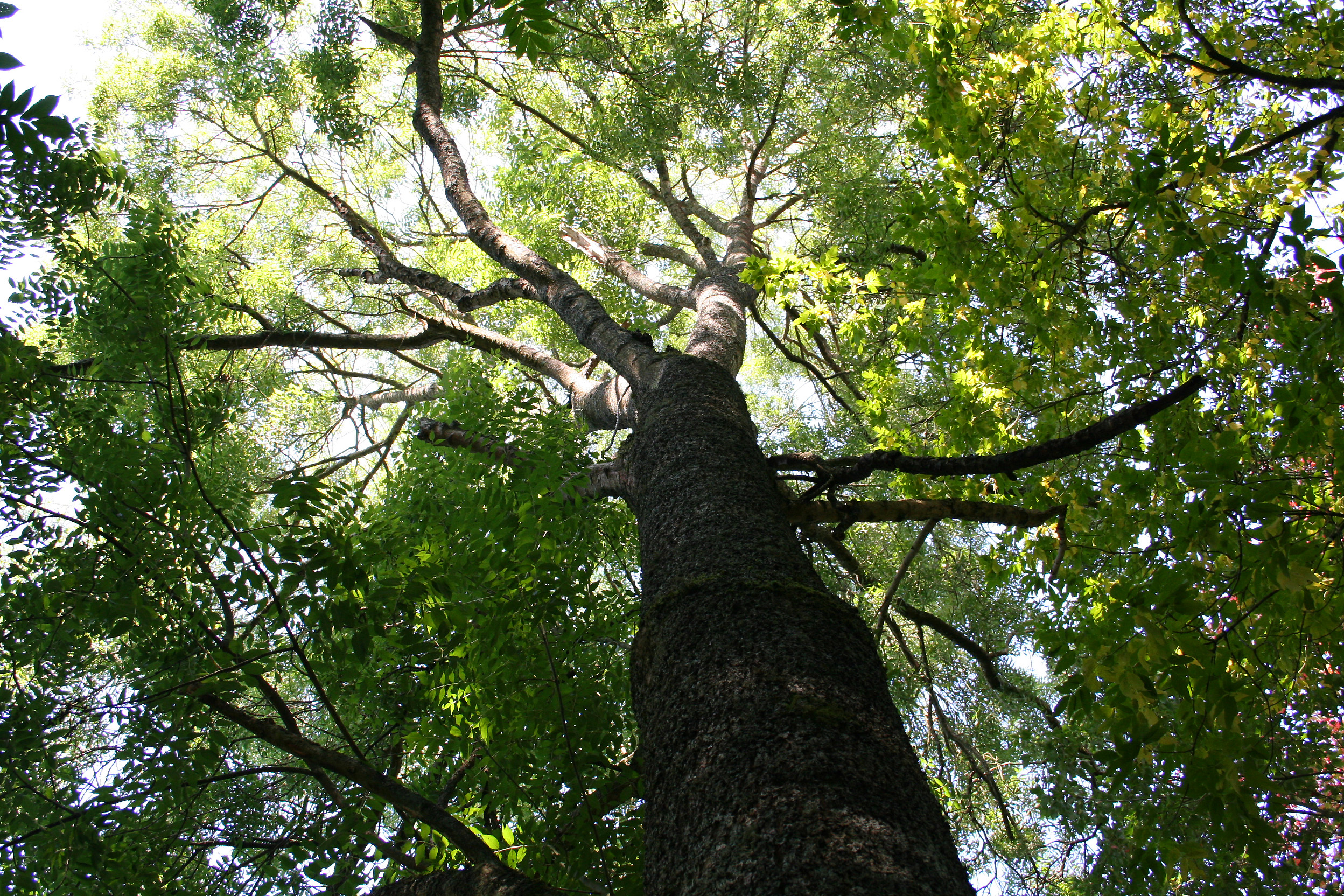
Freixa

A les parts altes del terme municipal, a partir dels 2.000 m d'alçada, es poden trobar prats alpins enmig de roques granítiques.
El bosc de boixedes (Buxus sempervirens) i pi roig (Pinus sylvestris), es troben fins als 1.700-1.800 m. En aquest espai creixen bolets com el cep (Boletus edulis), el rovelló (Lactarius sanguifluus), els pinetells (Lactarius deliciosus), la pota de perdiu (Chroogomphus rutilus) o el rossinyol (Cantharellus cibarius). Juntament amb els matolls de bàlec (Calicotome spinosa), boixerola (Arctostaphylos uva-ursi), ginebró (Juniperus communis), neret (Rhododendron ferrugineum), la ginesta (Spartium junceum), la genciana (Gentiana lutea) i la valeriana vera (Valeriana officinalis) queda poblada la solana, enmig de prats salvatges, fins als 1.300 m d'alçada. Aquí es troben també cremalloles (Marasmius Oreades). Aquests paratges serveixen de pastura pel bestiar del municipi, vaques, cavalls i ovelles, que hi passen els mesos de juny, juliol, agost i fins a Sant Miquel, el 29 de setembre. A partir dels 1.300 m. i fins als 1.050 m d'alçada, els boscos de ribera, que voregen els prats i camps de conreu i els rius del municipi, estan formats pel vern (Alnus glutinosa), la freixe de fulla gran (Fraxinus excelsior), el salze blanc (Salix alba), el pollancre o populina (Populus nigra), l'arç (Crataegus monogyna), les garraveres (Rubus ulmifolius), els oms (Ulmus minor) i el saüc (Sambucus nigra). Entre els arbres fruiters es troben el pomer, el perer, el cirerer, el noguer, el codonyer, els gerds, les móres, l'ametller o les maduixes silvestres.
En el carrer del Pi existia fins fa pocs anys un majestuós pi amb un diàmetre de copa d'uns 18 m.
D'herbes remeieres o medicinals, es tenen catalogades cinquanta-quatre espècies diferents dintre del municipi.

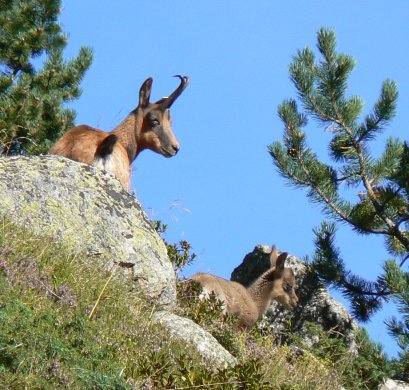
Isard

### Fauna
La part més elevada del municipi forma part de la Reserva Nacional de Caça de La Cerdanya-Alt Urgell, amb 1.809 ha., el 55,3% del municipi, en el qual s'hi pot trobar: l'isard del Pirineu (Rupicapra pyrenaica pyrenaica), el cérvol (Cervus elaphus), el cabirol (Capreolus capreolus), la daina (Dama dama), el gall fer (Tetrao urogallus aquitanicus) o la perdiu blanca (Lagopus muta pyrenaica). A la part més baixa es pot veure la guilla o guineu (Vulpes vulpes), l'eriçó (Erinaceus europaeus), el porc senglar (Sus scrofa), el gat mesquer (Felis sylvestris), l'esquirol (Sciurus vulgaris), llebres (Lepus europaeus), conills de bosc (Oryctolagus cuniculus), el rat-bufot o rata d'aigua (Arvicola sapidus), la mostela (Mustela nivalis) i diferents tipus de rates (Rattus) i ratpenats (Chiroptera).
D'aus n'hi ha moltes i de moltes varietats, com els corbs (Corvus corax), els esparvers (Accipiter nisus), els picots verds (Picus viridis), els ducs (Bubo bubo), les garses (Pica pica), els rossinyols (Luscina megarhynchos), els omnipresents pardals (Passer domesticus), les orenetes vulgars (Hirundo rustica), les orenetes cuablanques (Delichon urbica), les cueretes blanques (Motacilla alba) i les grogues (Motacilla flava), els falciots (Apus apus), els tudons (Columba palumbus), la perdiu xerra (Perdix perdix), les guatlles (Coturnix coturnix), algun exemplar d'àliga o àliga daurada (Aquila chrysaetos), les becades (Scolopax rusticola), les caderneres (Carduelis carduelis) i el voltor comú (Gyps fulvus).
Entre moltes altres espècies d'insectes es troben les formigues (Messor sp., Formica sp., Lasius niger, Iridomyrmex humilis, etc.), grills (Acheta domesticus), papallones de diverses espècies (Parnassius apollo, Pieris brassicae, Anthocaris cardamines, Vanessa cardui, etc.), espiadimonis (Calopterix virgo, Calopterix haemorrhoidalis, Lestes viridis, etc.), escarabats (Blaps lusitanica), la mosca comuna (Musca domestica), abelles (Apis mellifera), borinots (Bombus terrestris), la llagosta (Anacridium aegyptium), la marieta (Coccinella septempunctata) o la vespa (Vespula vulgaris).

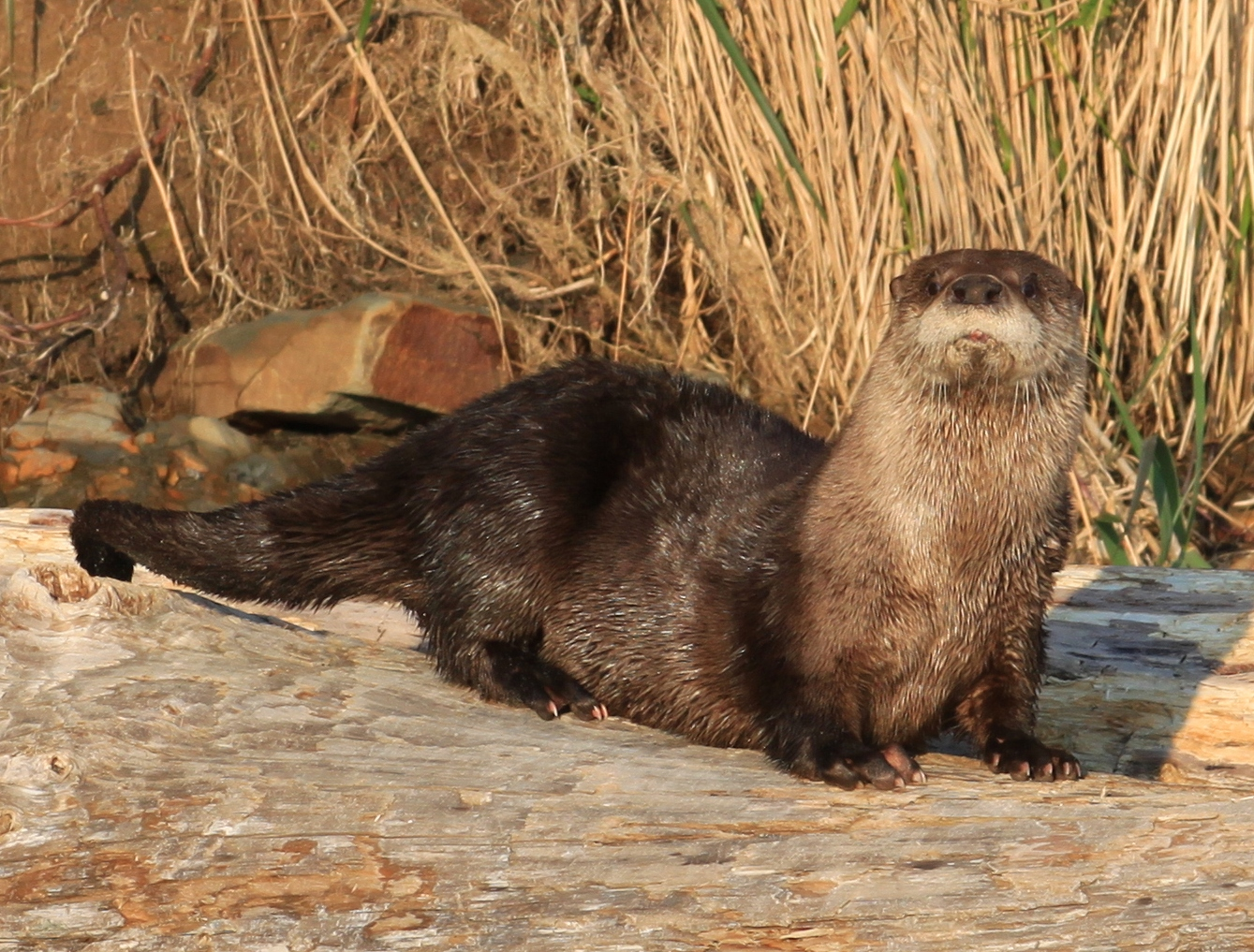
Llúdriga

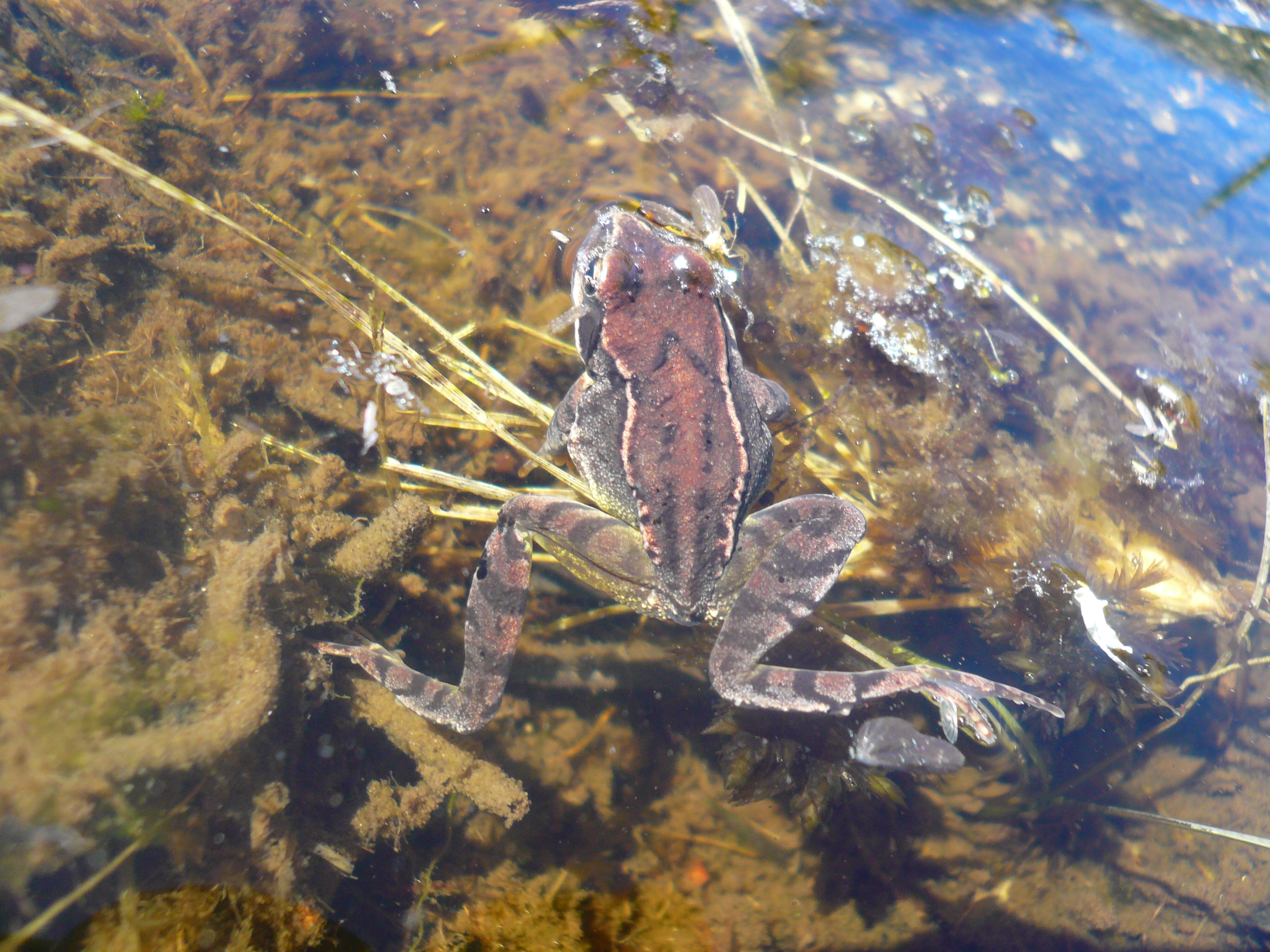
Granota entre el Prat Fondal i l'estany Mal a 2.250 m.

Als rierols muntanyencs més freds i nets viu una espècie endèmica: el tritó dels Pirineus o rafatxet (Calotriton asper), a més de la salamandra (Salamandra salamandra), el tritó palmat (Lissotriton helveticus), la granota verda (Pelophylax perezi), el tòtil o el gripau comú (Bufo bufo spinosus).
Els ofidis estan representats per l'escurçó europeu (Vipera berus) –única serp verinosa del municipi–, la serp d'aigua (Natrix maura), la colobra de collar (Natrix natrix), la serp de vidre o llisó (Anguis fragilis) que en realitat és un saure àpode, o la sargantana pirinenca (Iberolacerta bonnali).
Pel que fa a l'avifauna que viu al riu Segre i voltants, forma part de la Reserva Natural parcial denominada Segre-Isòvol, amb 35,38 ha, dins el terme municipal. L'espai comprèn un sistema fluvial que destaca per la seva qualitat de les aigües i el bon estat de conservació del bosc de ribera, amb algunes comunitats vegetals interessants, com ara les vernedes (Alno-Padion) o les salzedes (Salicion-Triandrae-fragilis). Aquestes condicions permeten que s'hi desenvolupi una rica comunitat faunística de característiques mediterrànies però amb presència d'elements d'origen centreeuropeu. S'hi troben poblacions de llúdriga (Lutra lutra) i també hi és present el turó (Mustela putorius), que en nombres reduïts subsisteix en aquesta zona l'almesquera (Galemys pyrenaicus). Hi ha també l'ànec coll verd (Anas platyrhynchos) i també solen freqüentar-lo, en època de migració, les becades (Scolopax rusticola), l'ànec xiulaire (Anas penelope), la tortora (Streptopelia turtur), la polla d'aigua (Gallinula chloropus), la gavina vulgar (Larus ridibundus) i el gavià argentat (Larus michachellis). A la rodalia es veuen cigonyes blanques (Ciconia ciconia), temporalment a l'estiu.
Pel que fa als peixos, destaca la presència d'una espècie de caràcter mediterrani, la madrilla (Chondrostoma toxostoma), tot i que també hi estan representats la bagra (Leuciscus cephalus), el barb (Barbus barbus), la carpa (Cyprinus carpio) i la truita fario (Salmo trutta fario) i la de rierol (Salvelinus fontinalis).

## Demografia
| Entitat de població | Habitants (2024) |
| Ger                 | 370              |
| Gréixer             | 42               |
| Mas de Sallent      | 28               |
| Saga                | 24               |
| Molí de Ger         | 14               |
| la Pleta de Bolvir  | 10               |
| Devesa de Saga      | 5                |
| Niula               | 1                |
| Font: Idescat       |                  |

| 1497 f | 1515 f | 1553 f | 1717 | 1787 | 1857 | 1877 | 1887 | 1900 | 1910 |
| ------ | ------ | ------ | ---- | ---- | ---- | ---- | ---- | ---- | ---- |
| 21     | 24     | 23     | 230  | 617  | 631  | 634  | 592  | 552  | 502  |

| 1920 | 1930 | 1940 | 1950 | 1960 | 1970 | 1981 | 1990 | 1992 | 1994 |
| ---- | ---- | ---- | ---- | ---- | ---- | ---- | ---- | ---- | ---- |
| 520  | 495  | 444  | 457  | 428  | 312  | 262  | 262  | 272  | 272  |

| 1996 | 1998 | 2000 | 2002 | 2004 | 2006 | 2008 | 2010 | 2012 | 2014 |
| ---- | ---- | ---- | ---- | ---- | ---- | ---- | ---- | ---- | ---- |
| 288  | 330  | 375  | 401  | 409  | 450  | 449  | 461  | 481  | 432  |

| 2016 | 2018 | 2020 | 2022 | 2024 | 2026 | 2028 | 2030 | 2032 | 2034 |
| ---- | ---- | ---- | ---- | ---- | ---- | ---- | ---- | ---- | ---- |
| 436  | 429  | 449  | 512  | 494  | -    | -    | -    | -    | -    |

## Llocs d'interès

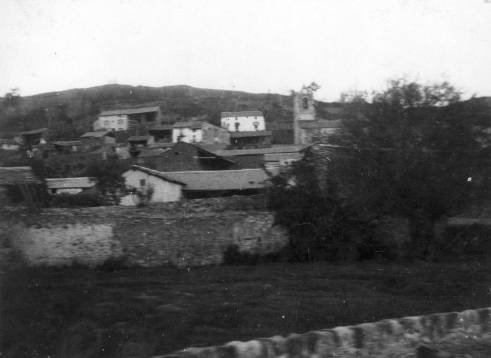
Vista general de Ger l'any 1928

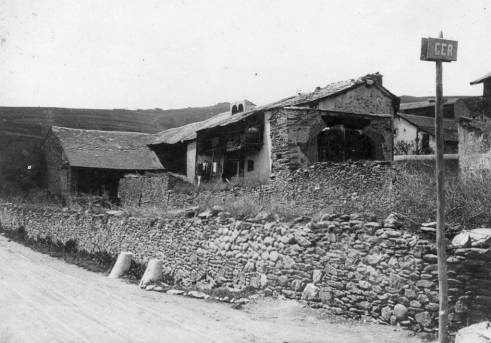
Vista de l'entrada de Ger l'any 1928

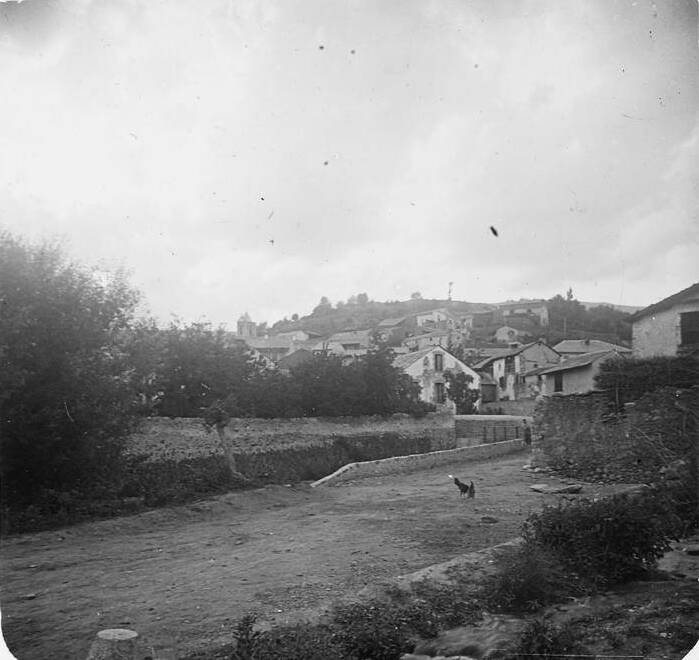
Vista de l'entrada de Ger l'any 1923

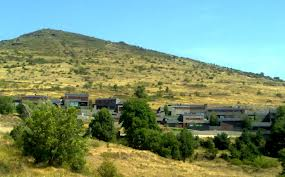
Foto del llogaret de Niula (Ger)

A ponent hi ha el barri de Sant Pere, prop del poble, on hi ha les ruïnes de l'antiga capella de Sant Pere de Ger. A llevant de Ger, i vora la carretera N-260, hi ha la caseria de Saga. Prop de Saga hi ha tres urbanitzacions que deixen palesa de la importància del turisme al terme. La Devesa de Saga es localitza al nord de Saga, en direcció al poble de Ger i és pràcticament connectada a aquest nucli. La Pleta de Saga, al nord de Saga, s'estén en direcció a Puigcerdà i La Pleta de Ger-Bolvir, també al nord de Saga, i limita amb el terme municipal de Bolvir.
El poble de Gréixer és situat a mitja costa de la solana, al camí entre Ger i Meranges. Al nord de Gréixer, a la dreta del torrent de Montmalús, hi ha el despoblat de Montmalús.
El llogaret de Niula, avui totalment remodelat amb cases de segona residència, és situat al NE de Ger, a l'esquerra del torrent de les Valls. El dia 11 d'agost del 2012, en aquest indret s'inicià un important incendi forestal, que va calcinar unes 289 h. A llevant de Niula, comunicat amb aquest lloc per un antic camí, hi ha el despoblat d'Altejó o del Tejó, al nord de Saga i limitant amb el municipi de Bolvir. En aquesta zona, el Servei de Repoblació Forestal (ICONA) va plantar-hi pins fa anys. En llaurar el terreny per tal de condicionar-lo va malmetre el jaciment. Del despoblat es conserven algunes restes de murs (màxim de mig metre d'alçada) i encara es pot apreciar la planta d'algunes habitacions rectangulars. Tot l'indret està ple de restes de l'enderrocament dels murs. Sembla que durant el segle xix encara existia en aquest lloc un mas, el Mas Tejó, que va ser l'últim vestigi de l'antic poble en abandonar-se. A ponent de Niula i a tocar amb el torrent de les Valls es troba el Mas del Coforn.
El Molí de Ger és un nucli agregat dins del municipi de Ger, a una altitud de 1.060 metres, a uns 200 metres de la riba nord del riu Segre i comunicada per un camí rural asfaltat amb la carretera N-260. És una casa de pagès que com el topònim indica s'hi desenvolupà històricament l'activitat de moldre farina amb moles de pedra aprofitant la força hidràulica d'una derivació del riu Segre. A principis del segle xx la introducció de les xarxes elèctriques i l'abaratiment de l'energia convencional feu desaparèixer la major part dels molins. Aquesta activitat sempre es combinà amb l'agricultura i la ramaderia, que ha perviscut fins a l'actualitat. Actualment l'empresa familiar del Molí se centra en la producció i transformació de llet bovina de la raça frisona, i controla de primera mà la qualitat de la llet crua, en un entorn i un clima òptims per a l'activitat formatgera. Es fa de manera absolutament artesana i els únics ingredients són llet crua, sal i ferments, sense cap additiu, ni conservant, ni colorant.

### Jaciment Arqueològic, prop del dipòsit d'aigües de Ger
Es tracta de l'únic aflorament, datat cap al 3500 aC, que es troba prop del dipòsit actual d'aigües de Ger. S'hi observen diferents tipus d'inscultures o gravats. Bàsicament són de dues classes:
- Associats al món megalític: cassoletes o cúpules.
- De tipus lineal: apareixen al Bronze en altres llocs i perduren en època ibera, però solen ser medievals.

En aquest jaciment s'observa un grup de 30 cassoletes i 3 o 4 gravats lineals localitzats, sense poder precisar clarament el seu contingut. Declarat d'interès nacional.

### El Castellar
Es tracta de les restes arqueològiques, datades cap al 1800 aC., del típic assentament d'alçada, a 1.614 m. Està situat sobre un turó dominant només accessible pel nord. El poblat degué aprofitar la formació rocosa del puig per tancar-se i protegir-se. Per la seva tipologia i pel material trobat, cal pensar en una àmplia cronologia dins la prehistòria recent, essent com a més probable la de l'edat del bronze. Es troba als contraforts del puig anomenat "El Castellar" del Serrat Castellar, envoltat de prats de pastura.

### Gravats sobre roques a Niula
Gravats rupestres localitzats en una dotzena d'afloraments rocosos integrats en el nucli de Niula i els seus voltants. Es tracta d'un conjunt que abasta una àmplia cronologia on hi destaquen els motius naviformes i antropomorfs, datats per P. Campmajó en època ibèrica amb gairebé total seguretat (encara que hi pugui haver perduracions en el temps). Altres elements com la retícula també ho podrien ser, però resulten menys evidents. D'altra banda, també hi ha algunes inscripcions que no s'han pogut traduir i que probablement es troben a cavall entre l'ibèric i un llatí altmedieval. I finalment alguns gravats (dibuixos, frases, noms) que cal situar en època moderna o més aviat contemporània.

### Església deSanta Coloma de Ger

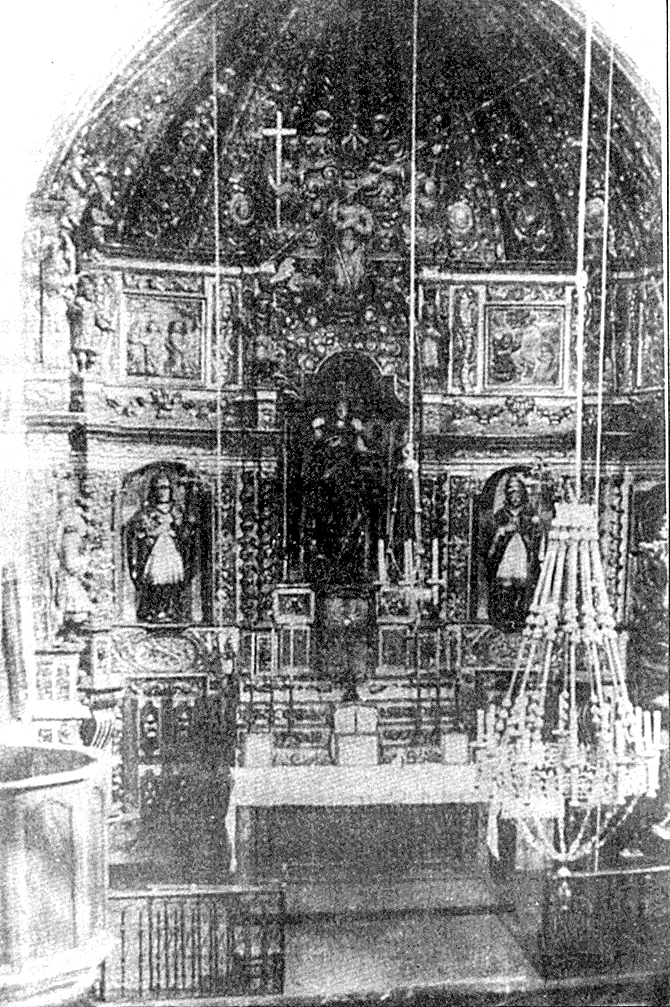
Església de Santa Coloma, altar barroc, destruït el 1936

Parroquial d'origen romànic. Va ser reconstruïda el segle xviii i parcialment destruïda el 1936. Conserva una porta ferrada romànica i en procedeix la magnífica Marededeu de Ger, romànica, que es troba en el Museu Nacional d'Art de Catalunya.

### Església deSanta Eugènia de Saga
Romànica, amb una magnífica portalada, situada al poble de Saga i en procedeix un magnífic frontal d'altar de finals de segle xiii, que es troba en el Museu de les Arts Decoratives de Paris Arxivat 2014-09-03 a Wayback Machine..

### Església deSant Climent de Gréixer
Situada a l'entitat de població de Gréixer, d'origen romànic.

### Església deSant Joan Rodó o de Saga
Restes de l'església romànica circular situada el costat del Camí Ral, a prop de Saga.

### Església deSant Pere de Ger
Sant Pere era una antiga capella comtal de la qual sols en queden restes, situada a prop de l'Strata Francisca, en el barri de Sant Pere.

### Museu de la col·lecció d'aquarel·les de Cal Sindreu
La col·lecció d'aquarel·les de Cal Sindreu és formada per més de cent obres, el denominador comú de les quals és la tècnica de l'aquarel·la, amb obres representatives de diferents escoles europees del segle xix, moment en què es va viure la gran esplendor d'aquesta tècnica. Amb tot, el gruix de la col·lecció és composta per obres d'artistes espanyols i catalans, com l'obra Paisatge marroquí, de Marià Fortuny, a més de tot un seguit d'artistes deutors de l'herència de Fortuny, com Casanova, Ferrant, Fishermans, Benlliure, Galofre o Novas.

## Fires i festes
- El Roser de Ger, el primer diumenge de setembre.
- Santa Coloma, patrona de Ger, el 31 de desembre.
- La Festa del Nap, el tercer diumenge de novembre.
- Sant Climent, patró de Gréixer, el 23 de novembre.
- Festa Major de Gréixer, el primer diumenge de juny.
- Santa Eugènia, patrona de Saga, el 29 de desembre.

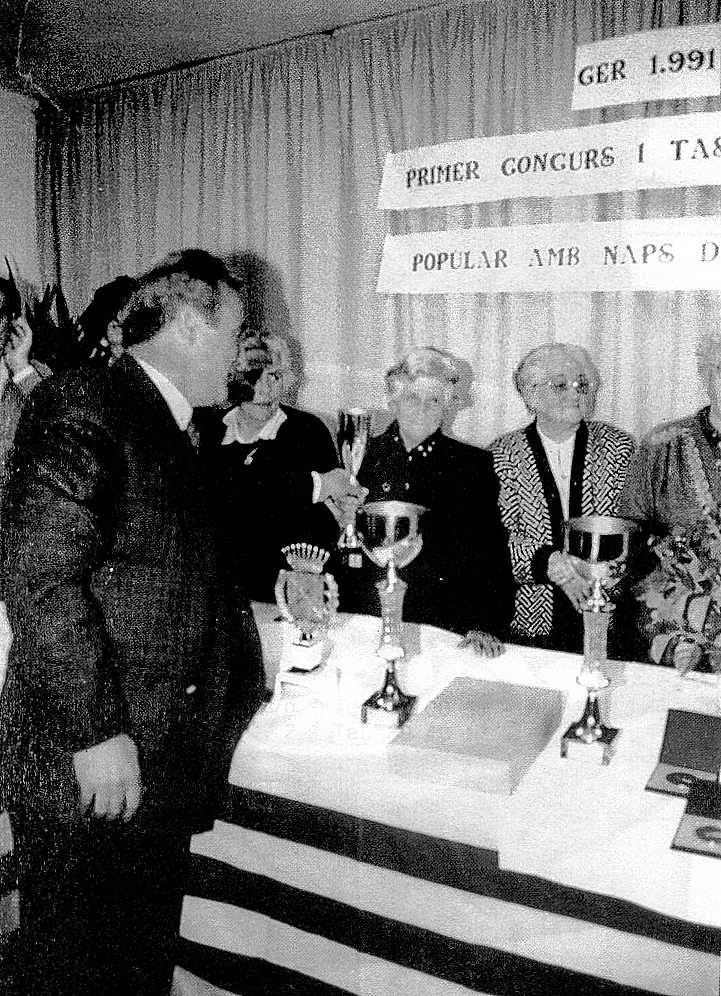
Entrega de premis de la 1a edició, l'any 1991, de la Festa del Nap, a les mestresses de casa

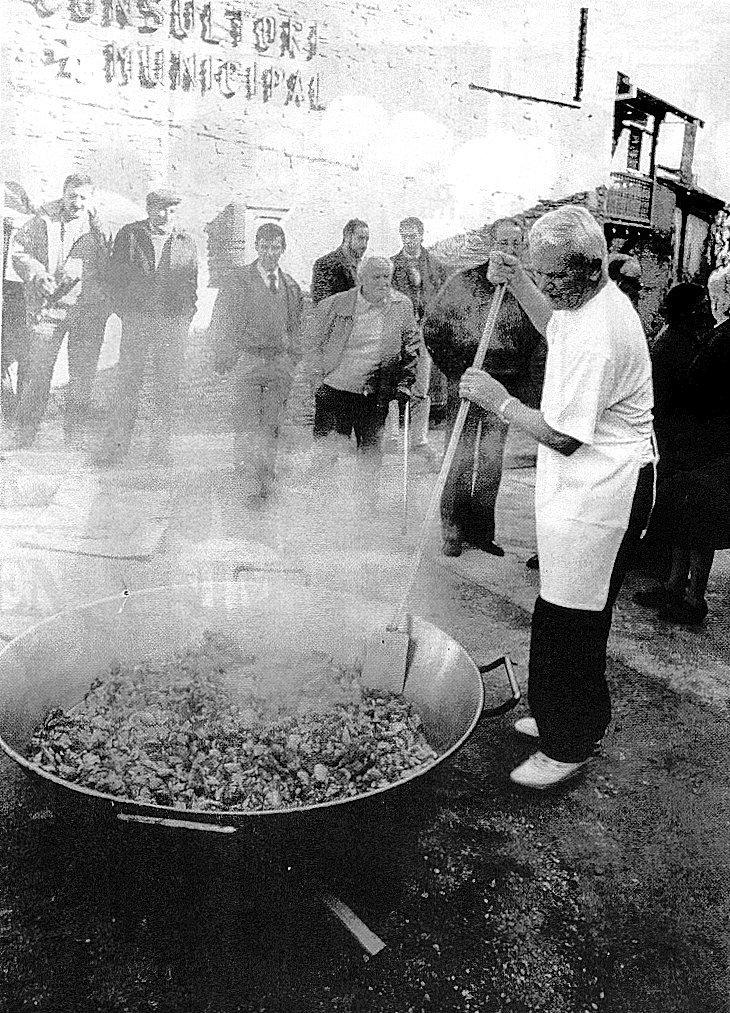
Preparant l'arros de la 1a edició de la Festa del Nap 10/11/1991

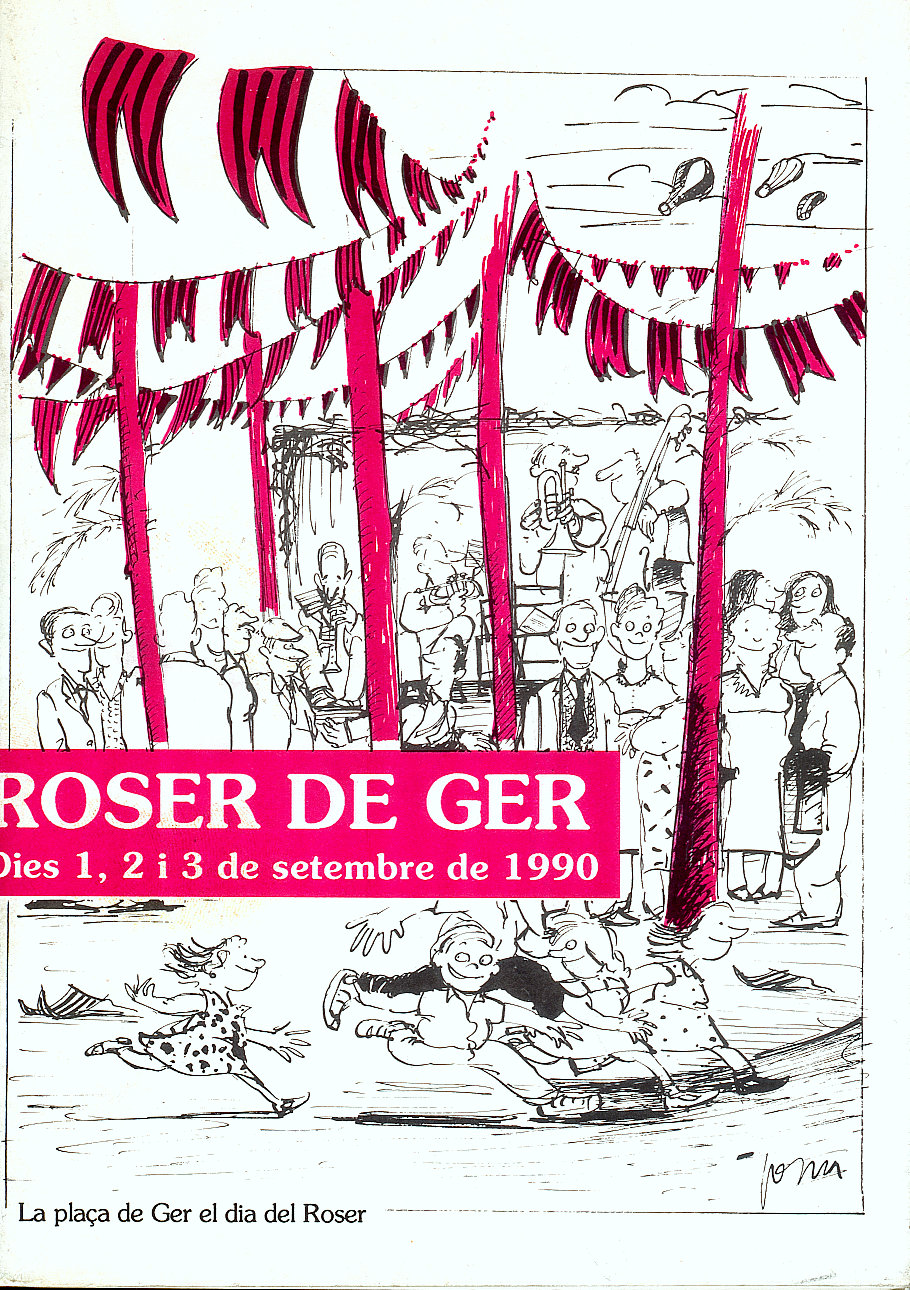
Portada del llibret del Roser, obra d'en Joma

## Persones il·lustres
- Alfons Brosel i Jordà (1953 -), escriptor i excursionista cerdà.